# Раті Алексідзе
Раті Алексідзе (груз. რატი ალექსიძე; нар. 3 серпня 1978, Тбілісі, Грузинська РСР) — грузинський футболіст, нападник.

## Клубна кар'єра

### Початок кар'єра
Футбольну кар'єру розпочав у молодіжній команді «Динамо» (Тбілісі). У сезоні 1994/95 року підписав свій перший професіональний контракт з клубом другого дивізіону «Мретебі» (Тбілісі). У «Мретебі» допомогав тодійшній головній зірці клубу Міхеїлу Саджаї, атакувальний тандем допоміг команді виграти другий дивізіон чемпіонату Грузії та підвищитися в класі.
Після цього повернувся в «Динамо». Незважаючи на універсальність, програвши спочатку конкуренцію іншим атакувальним гравцям, таким як Александр Іашвілі, Георгі Деметрадзе та Гоча Джамараулі. Лише після відходу з команди Гоче Джамараулі в сезоні 1996/97 років отримав можливість дебютувати за першу команду «Динамо». Протягом двох сезонів чергував виступи у резервній та першій динамівській командах. У вище вказаний період зарекомендував себе як талановитий гравець завдяки вдалим виступам у юнацьких збірних Грузії. У 1998 році відзначився результативною грою. Раті разом з Давидом Муджирі утворив атакувальний тандем, який відзначився 31-им голом у національному чемпіонаті. У підсумку столичне «Динамо» стало чемпіоном Грузії (різниця забитих та пропущених м'ячів — 86:15). У сезоні 1999/2000 років відзначився 12-ма голами в 14-ти матчах чемпіонату, завдяки чому талановитим грузинським нападником зацікавилися європейські клуби.

### Перехід у «Челсі»
Восени 1999 року головний тренер «Челсі» Джанлука Віаллі запросив грузина на перегляд до англійського клубу. Після тривалого провального періоду у П'єрлуїджі Казірагі, невпевненої гри Джорджа Веа, Кріса Саттона, Джанфранко Дзоли та Туре Андре Флу «Челсі» перебував в активному пошуку нового нападника. Алексідзе переконав у власній профпридатності Віаллі й грузинський футболіст перейшов до лондонського клубу. Всупереч очікувань, Раті не зіміг інтегруватися до команди, тому за «Челсі» грав здебюльшого в кубкових матчах. Лише під керівництвом Клаудіо Раньєрі в сезоні 2000/01 років зіграв 2 матчі в Прем'єр-лізі, в обох випадках виходячи з лави запасних. У 2001 році контракт Раті з «Челсі» розірвали.

### Повернення до Грузії та відновлення форми
Після цього повернувся до Грузії, де планував повернутися в «Динамо», але столичний клуб не цікавився нападником. Незважаючи на декілька пропозицій від грузинських клубів, Раті не планував грати за інший клуб, окрім як «Динамо», тому вирішив попрохати просто тренуватися з командою. Зрештою, 2002 року уклав договір з «динамівцями». Після цього провів ще півтора сезони в «Динамо», у футболці якого відзначився 17-ма голами. У 2004 році знову вирішив виїхати за кордон, де приєднався до клубу російської Прем'єр-ліги ФК «Ростов». Перший матч у чемпіонаті Росії зіграв 13 березня у 1-му турі проти Торпедо, вийшовши на заміну після перерви замість Ісо Каньєнди Однак у новій команді гра не пішла. Зіграв 9 матчів, в яких не відзначився жодним голом. Після цього потрапив у ДТП, від якого відновлювався протягом трьох років. Здійснив декілька спроб повернутися на футбольне поле, але безуспішно, тому вирішив завершити кар'єру футболіста.

### Повернення
У сезоні 2007/08 років неочікувано повернувся в футбол, підписавши контракт з тбільським «Локомотива». Після трирічної перерви у перших 11-ти матчах відзначився 9-ма голами. Після цього відзначився ще 6-ма голами у 13-ти матчах й у січні 2009 року прийняв пропозицію угорського «Дьйор». В угорському клубі швидко завоював місце в стартовому складі та став одним з провідних гравців команди. Влітку 2013 року повернувся до Грузії, де підписав контракт з «Ділою». Наприкінці липня 2013 року зіграв 2 поєдинки у Лізі Європи.

## Кар'єра в збірній
У молодіжній збірній Грузії виблискував поруч з такими талантами, як Леван Кобіашвілі, Александр Іашвілі, Каха Каладзе та майбутнім партнером по «Динамо» Давидом Муджирі.
18 листопада 1998 року дебютував у національній збірній Грузії, в якій залишався регулярним гравцем до серйозної травми в 2004 році. Після відновлення кар'єри почав знову викликався до національної команди.

## Досягнення
- Ліга Еровнулі
  -  Чемпіон (3): 1996/97, 1997/98, 1998/99

- Кубок Грузії
  -  Володар (1): 1996/97

- Суперкубок Грузії
  -  Володар (1): 1996

- Ліга Пірвелі
  -  Чемпіон (1): 1995

- Кубок Англії
  -  Володар (1): 2000

- Суперкубок Англії
  -  Володар (1): 2000

- Чемпіонат Угорщини
  -  Чемпіон (1): 2012/13

- Кубок Угорщини
  -  Фіналіст (2): 2008/09, 2012/13